# Калиниченко, Григорий Мартынович
Григорий Мартынович Калиниченко (28 февраля [13 марта] 1903, Попельнастое, Екатеринославская губерния — 30 сентября 1943, Иванковский район, Киевская область) — гвардии лейтенант Рабоче-крестьянской Красной армии, участник Великой Отечественной войны, Герой Советского Союза (1943).

## Биография
Родился 28 февраля (13 марта) 1903 года в селе Попельнастое (ныне — Александрийский район Кировоградской области Украины).
Окончил начальное училище. В 1925—1928 годах служил в Рабоче-крестьянской Красной армии. После демобилизации проживал и работал в Баку.
В 1941 году Калиниченко повторно был призван в армию. С июля 1942 года — на фронтах Великой Отечественной войны. Принимал участие в боях на Брянском и Центральном фронтах. Участвовал в битве на Курской дуге и освобождении Украинской ССР. В 1943 году Калиниченко окончил курсы переподготовки начальствующего состава. К августу 1943 года гвардии лейтенант Григорий Калиниченко командовал ротой 4-го гвардейского стрелкового полка 6-й гвардейской стрелковой дивизии 13-й армии Центрального фронта. Отличился во время освобождения Сумской и Черниговской областей и битвы за Днепр.
30 августа 1943 года во время боя за освобождение села Марчихина Буда Ямпольского района Сумской области Калиниченко получил ранение, но продолжал сражаться. 14 сентября его рота успешно отразила немецкие контратаки и освободила село Евлашовка (ныне — Красносельское Борзнянского района Черниговской области Украины). Рота Калиниченко первой в полку вышла к Днепру, а 22 сентября — к Припяти. 25 сентября 1943 года она успешно освободила село Оташев Чернобыльского района Киевской области, уничтожив около 50 немецких солдат и офицеров.
30 сентября 1943 года, во время боёв за расширение плацдарма в районе Оташева, Калиниченко погиб. Похоронен на территории ныне не существующего села Оташев Иванковского района Киевской области (могила на территории Чернобыльской зоны отчуждения).
Указом Президиума Верховного Совета СССР от 16 октября 1943 года за «мужество, отвагу и героизм, проявленные в борьбе с немецкими захватчиками» гвардии лейтенант Григорий Калиниченко был удостоен высокого звания Героя Советского Союза (посмертно). Также был награждён орденом Ленина (посмертно).